# Agrionopsis distanti
Agrionopsis distanti es una especie de mantis de la familia Mantidae.

## Distribución geográfica
Se encuentra en Zambia y Zimbabue.